# Gungrave (anime)
Em 2003 foi anunciado a criação de uma série de animação para TV, baseado no jogo Gungrave, para Playstation 2.
A história segue a vida de Brandon Heat, e de seu amigo Harry MacDowell, o qual tem o ambicioso desejo de subir no ranking da organização criminal "Millenion".
O conceito original da historia foi concebido por Yasuhiro Nightow (mesmo criador de Trigun) e o roteiro da serie foi escrito por Yousuke Kuroda (roteirista de animes como Onegai Teacher, Infinite Rivyus, Yumeria e Gundam 00), o anime foi produzido pelo estúdio Madhouse e inclui muitos dos personagens e dubladores que também trabalharam no jogo.
Lançado em 6 de outubro de 2003, e exibido pela TV Tokyo, a série ficou no ar até 29 de março de 2004. No Brasil a série foi transmitida pelo já extinto canal de TV por assinatura I-Sat.

## Sinopse
Brandon Heat e Harry MacDowell são dois punks de rua. Trabalham num restaurante e são membros de uma pequena gangue. Porém quando cruzam o caminho com o homem errado, acabam-se tornando os únicos membros sobreviventes. Atraído pelo  poder, Harry MacDowell tenta entrar na Millenion, um poderoso sindicato do crime que enfatiza a lealdade entre seus membros e o avanço através do Rank.
Brandon também entra para o sindicato visando apenas proteger Harry, seu grande amigo e Maria, seu único e verdadeiro amor, vindo a ser o 'varredor' (assassino) Nº 1 da Millenion e grande amigo fiel de Big Daddy, amizade a qual acaba por bater de frente com Harry.

## Personagens
- Brandon Heat

Beyond The Grave: Brandon Heat:
Beyond The Grave é o herói silencioso de Gungrave. Ele vive num mundo onde todos que são queridos por ele já morreram, ou são inimigos. Grave voltou da morte para proteger a filha de sua amada, Mika Asagi. Armado com duas armas, Cerberus, e um sarcófago contendo um número de armas mortais, Grave se empenha em acabar com a Millennion, o sindicato do qual um dia fizera parte.
- Harry McDowell Conhecido Também por (Bloody Harry)

Harry McDowell sempre ansiou pela liberdade. Mesmo quando jovem, não admitia ser passado para trás ou ser colocado em seu lugar. Sua ambição o garantiu ótimas posições na Millennion com a ajuda de seu melhor amigo, Brandon Heat. Impaciente por natureza, Harry começou a planejar o assassinato do líder da Millennion, Big Daddy, quando não tinha mais posições a tomar.
Conforme o sonho de Harry vai se tornando realidade, o mesmo vai enlouquecendo. Ao menor sinal de traição se é punido com a morte. Harry saiu-se com sucesso matando Big Daddy, e centenas de outros que estiveram em seu caminho pela liberdade, recebendo o apelido de Bloody Harry. Uma de suas vítimas foi Brandon Heat. Agora, trinta anos depois, o alvo de Harry volta-se para a filha de Big Daddy, Mika Asagi. Porém, Brandon ressurge para protegê-la, e somente um dos amigos irá sobreviver.
- Maria

Maria é o grande amor de Brandon, mas depois que o pai adotivo da garota morre ela vai morar com o um grande amigo dele,Big Daddy, ela não sabe que a organização Millenium é  comandada por ele, e os dois acabam por se afastar. Quando voltam a se reencontrar Brandon já trabalha na Millenium onde se torna o maior assassino da organização e acha que não merece o amor da garota, por isso como forma de punição se afasta dela, dando espaço para que ela se apaixone pelo homem que a acolheu e tenha uma filha com ele.
- Big Daddy

Big Daddy:É o criador da Millenium, ele sempre estimulou uma chamada "Lei de Ferro" dentro de sua organização onde não se deveria trair, a punição seria a morte. 
Sempre foi um grande amigo do pai adotivo de Maria, então quando o mesmo morre ele decide proteger a garota colocando-a na sua "Família", onde acaba se apaixonando pela mocinha.
- Mika Asagi (Filha de Maria & Big Daddy)

Mika Asagi é a vítima desafortunada da série. Filha de Big Daddy e Maria, Mika cresceu sem saber do envolvimento de seu pai com a Millennion. Somente quando o grupo estava disposto a matá-la, que lhe foi revelada a verdade sobre seu passado. Antes de Maria morrer ela disse a Mika para encontrar seu antigo amigo, Brandon Heat. Carregando uma mala que contem a poderosa Cerberus, Mika encontra Brandon Heat, somente para descobrir que agora ele é o morto-vivo assassino Beyond The Grave. Com sua ajuda, Mika poderá finalmente vingar a morte de sua mãe, mas será que ela realmente irá querer reerguer as chamas da morte ao seu redor?
- Bear Walken
- Sherry Walken
- Kugashira Bunji

Kugashira Bunji é um assassino que é contratado por uma organização inimiga para matar Harry Mcdowell, mas depois de descobrir que a mesma iria matá-lo logo após o serviço ele decide se unir a Harry e se tornar o seu segurança particular juntamente com Brandon de quem se torna muito amigo. Fica muito decepcionado ao descobrir que Brandon foi morto, acusado de trair a organização que tanto protegeu, por isso quando ele volta dos mortos para proteger Mika Asagi ele tenta com todas as forças levar o antigo amigo de vota para o mundo dos mortos, sacrificando até mesmo sua humanidade no caminho.
- Randy
- Balladbird Lee
- Bob Proundmax
- Dr. Tokioka
- Cannon Balkan

## Trilha Sonora
- Tema de Abertura - Family - Tsuneo Imahori
- Tema de Encerramento - Akaneiro Ga Moerutoki - Scoobie Do